# Galloperdrix rouge
Galloperdix spadicea
Espèce
Statut de conservation UICN

 LC  : Préoccupation mineure
La Galloperdrix rouge (Galloperdix spadicea) est une espèce d'oiseaux de la famille des Phasianidae.

## Distribution
Cet oiseau peuple l'Inde, dans les collines au sud de la plaine du Gange : de l’Uttar Pradesh et le Gujarat, au nord, jusqu’au Tamil Nadu et au Kerala au sud.

## Sous-espèces
Cet oiseau est représenté par trois sous-espèces :
- G. s. spadicea (Gmelin, 1789), la forme nominale se rencontre de l’Uttar Pradesh au Mysore et à Madras ;
- G. s. caurina Blanford, 1898 est endémique des collines Aravalli dans le sud du Rajasthan et du Gujarat ; cette forme est très pâle dans toutes ses parties et ne montre aucune barre ou vermiculation noire dans le plumage ;
- G. s. stewarti  Baker, 1919 est endémique de Kerala ; cette sous-espèce est plus colorée que la forme nominale ; le mâle est entièrement de couleur noisette.

## Habitat
Cette espèce affectionne les terrains accidentés avec un large couvert entre 300 et 2300 m, le plus souvent entre 600 et 1200m (Johnsgard 1988). On peut aussi rencontrer ces galloperdrix dans les couverts de lantaniers (Lantana sp.), le long des cours d’eau ou non loin des villages, dans les plantations de café par exemple (Hennache & Ottaviani 2011).
Pasha (1998) a étudié cette espèce dans la Tiger Reserve (Madhya Pradesh) : il l’a trouvée sur les versants pierreux dans des forêts de Anogessus latafolia et Boswella serrata, dans des étendues de bambous Dendrocalamus strictus, dans des forêts de teck Tectora grandis et dans les zones boisées à strate arbustive dense (Butea-Zyziphus). D’après Pasha, les galloperdrix rouges préfèrent les forêts de bambous.

## Alimentation
La nourriture est très diversifiée et comprend un large éventail de graines, pousses, baies, fruits divers et invertébrés, dont des fourmis et termites, que ces perdrix recherchent en grattant la litière végétale (Pasha 1998).

## Mœurs
La galloperdrix rouge vit en couple ou en groupe familial de quelques oiseaux. C’est un oiseau timide, plus facile à entendre qu’à voir. Il passe la plus grande partie du temps dans les taillis et buissons qu’il ne quitte que tôt le matin ou tard le soir pour se nourrir. En cas d’alerte, il préfère piéter et courir plutôt que de s’envoler, ce qu’il fait en dernière extrémité. Le vol est alors court et l’oiseau ne tarde pas à se reposer dans les buissons (Hennache & Ottaviani 2011).
Pasha (1998) a pu observer un couple avec ses trois poussins dans la Tiger Reserve. Alors que les parents s’enfuirent rapidement vers le haut de la pente avec force cris d’alarme, les poussins se dispersèrent sur place. Ce n’est qu’après de longues recherches qu’il put les retrouver, tranquillement blottis l’un contre l’autre, camouflés sous la litière de feuilles et parfaitement invisibles.

## Voix
Il a été décrit comme une succession de grincements  répétés rapidement k-r-r-r-r-kwek. A l’envol, le cri ressemble à celui du coq de Sonnerat kak-kak-kak-kakaak.

## Nidification
Les liens du couple sont peut-être permanents. La nidification est encore mal connue ; elle a lieu pratiquement toute l’année sauf en période de forte mousson. Dans la Tiger Reserve, le pic de nidification a lieu de février à début mai (Pasha 1998). Le nid est placé dans une touffe de bambous ou un buisson. La femelle couve seule. D’après Pasha (1998), il est aisé d’apercevoir les couples avec leurs poussins à la saison de nidification et d’élevage des jeunes.

## Statut, conservation
Cette espèce n’est pas menacée en raison de sa large répartition et de son pouvoir d’adaptation à divers milieux dont les plantations de café. Néanmoins sa biologie et ses exigences écologiques, pour la nidification par exemple, sont encore mal connues. D’après Pasha (1998), les incendies en saison sèche pourraient représenter une menace pour la galloperdrix rouge.